# 卡尔·沙佩尔
卡尔·弗里德里希·沙佩尔（德語：Karl Friedrich Schapper；1812年12月30日—1870年4月28日），一位德国社会主义者和工人领袖。他是德国工人运动的先驱之一，也是威廉·魏特林和卡尔·马克思的早期挚友。

## 早年
沙佩尔于1812年12月30日在魏恩巴赫出生，他的父亲克里斯蒂安·沙佩尔（Christian Schapper）是一位牧师。卡尔·沙佩尔在吉森学习林业学，作为学生，他参加了一个激进的兄弟会。1832年，他参与了被称为“法兰克福风暴”的起义，一场革命者夺取兵工厂和试图推翻法兰克福帝国议会，建立共和国的起义。沙佩尔被逮捕，但在三个月后成功逃脱到瑞士，在那里他成为一名林业工人和排字工人。随后他加入了一个激进组织“青年德意志”，成为空想社会主义者威廉·魏特林的追随者。青年德意志是仿照朱塞佩·马志尼的青年意大利建立的，也与后者有联系。1834年，沙佩尔参与马志尼企图从瑞士进攻萨伏依的计划。这是马志尼的第二次尝试，和第一次一样，最终失败了。沙佩尔再一次被逮捕。

## 正义者同盟和布朗基
沙佩尔被释放后，他恢复了在“青年德意志”的活动，并与被流放的德国民主人士格奥尔格·费恩（1803–1869）一同建立一个工人教育圈子。1836年，沙佩尔为了政治活动从瑞士飞往法国，加入了青年德意志和流亡者同盟在法国的支部，后者后来改组为“正义者同盟”。同盟与法国空想社会主义者埃蒂耶纳·卡贝和新巴贝夫主义者保持联系。1839年，同盟受到路易·奥古斯特·布朗基和阿曼德·巴贝斯所发起的“四季社起义”牵连，沙佩尔作为起义参与者被逮捕拘禁。1840年他被流放到法国，随后前往伦敦重组正义者同盟。尽管布朗基的起义失败了，他的组织模式给沙佩尔留下了深刻的印象。

## 宪章运动和哈尼
在英国，沙佩尔参与组织德国工人教育协会和由宪章运动领袖乔治·朱利安·哈尼领导的兄弟民主党。兄弟民主党鼓吹共和主义和民主主义，并且试图向在伦敦的诸多激进政治难民提供支援，他们协助建立起来自不同国家的革命者之间的联系。兄弟民主党也同英国工人运动有联系，其他和沙佩尔有联系的宪章运动成员还包括欧内斯特·查尔斯·琼斯。

## 1848年革命和马克思
正义者同盟原先是在威廉·魏特林的领导下，但在1840年代后逐渐受到卡尔·马克思和弗里德里希·恩格斯的影响。沙佩尔成为了共产主义通讯委员会的领袖之一，并在威廉·沃尔夫的倡议下将两个组织合并为共产主义者同盟。1848年沙佩尔组织出版马克思和恩格斯合撰的《共产党宣言》，也帮助同盟出版了刊物《共产主义杂志》(Kommunistische Zeitschrift)。他也被认为是《共产党宣言》的一个匿名评论者，以及参与同激进民主党人卡尔·海因岑的争论。
1848年革命使沙佩尔回到德国，他最先前往科隆，协助马克思出版《新莱茵报》，偶尔也帮忙撰稿。他和马克西米利安·约瑟夫·莫尔一起参与科隆工人联合会的建设，也就是后来斐迪南·拉萨尔领导的全德工人联合会以及德国社会民主党的前身。在短暂地被关押在科隆后，沙佩尔前往拿骚，参与了威斯巴登的民主运动。1849年，沙佩尔因为强烈批评法兰克福议会所通过的新宪法而被指控叛国罪并再度被捕。他最终逃过死刑，但被驱逐出德国。随后他返回伦敦，因为生计苦难而成为一名语言老师。他也代表共产主义者同盟恢复工作。
然而在1850年，一场激烈的争论使同盟陷入分裂。争论的一方是马克思和恩格斯，另一方是沙佩尔和奥古斯特·维利希。沙佩尔和马克思的矛盾由来已久，其导火索是双方在如何应对革命失败的策略上产生分歧。马克思和恩格斯主张先建立国际工人组织，沙佩尔和维利希则主张继续组织革命。沙佩尔和维利希随后建立了自己的组织，共产主义中央委员会，该组织建立在布朗基主义的秘密组织制度上。然而，他们的努力没有结果，维利希很快移民到美国，随后成为了美国内战中联邦军的将领。

## 第一国际
1856年，沙佩尔和马克思重归于好，他于1864年在伦敦参与创立国际工人协会（第一国际）。沙佩尔和法国，英国，瑞士，意大利，比利时和美国激进人士，社会主义者和工会领袖之间长期的关系对马克思来说是宝贵的资产。1865年，沙佩尔被选为国际执行机构——总委员会的委员。在国际的派系斗争中，沙佩尔始终支持马克思。然而，由于沙佩尔患有结核病，其健康状况每况愈下，最终于1870年4月28日在伦敦逝世。